# Mustasch (album)
Albums de Mustasch
Latest Version of the Truth
(2007) The New Sound of the True Best
(2011)
Singles
1. Mine
Sortie : 2009

Mustasch est le cinquième album studio du groupe de heavy metal suédois, Mustasch. Il est sorti le 30 septembre 2009 sur le label Regain Records (Nuclear Blast en Allemagne) et a été produit et mixé par Tobias Lindell.
Cet album fut enregistré pendant l'été 2009 dans les Bohus Sound Recording Studios de Kungälv en Suède. Il est le premier album avec le guitariste David Johannesson (ex-Sparzanza) et le batteur Danne McKenzie.
Il se classa à la 5e place des charts suédois.

## Liste des titres
| No  | Titre                        | Auteur                                                                         | Durée |
| --- | ---------------------------- | ------------------------------------------------------------------------------ | ----- |
| 1.  | Tritonius                    | Ralf Gyllenhammar                                                              | 0:34  |
| 2.  | Heresy Blasphemy             | Gyllenhammar                                                                   | 3:49  |
| 3.  | Mine                         | Gyllenhammar, David Johannesson                                                | 3:36  |
| 4.  | Damn It's Dark               | Gyllenhammar                                                                   | 3:27  |
| 5.  | The Man, The Myth, The Wreck | Gyllenhammar, Johannesson                                                      | 2:40  |
| 6.  | The Audience Is Listening    | Gyllenhammar, Johannesson                                                      | 3:22  |
| 7.  | Desolate                     | Gyllenhammar                                                                   | 5:05  |
| 8.  | Deep In the Woods            | Gyllenhammar                                                                   | 4:13  |
| 9.  | I'm Frustrated               | Gyllenhammar                                                                   | 3:59  |
| 10. | Lonely                       | Gyllenhammar                                                                   | 3:18  |
| 11. | Black Out Blues              | Gyllenhammar                                                                   | 3:38  |
| 12. | Tritonius                    | Gyllenhammar, Johannesson, Stam Johansson, Danne McKenzie, William Shakespeare | 5:42  |

Titre bonus de l'édition allemande parue sur Nuclear Blast
| No  | Titre               | Auteur                    | Durée |
| --- | ------------------- | ------------------------- | ----- |
| 13. | Mine (instrumental) | Gyllenhammar, Johannesson | 3:39  |

## Musiciens
- Ralf Gyllenhammar: chant, guitares
- David Johannesson: lead guitare, guitares
- Stam Johansson: basse
- Danne McKenzie: batterie, percussions

## Charts
Album
| Pays     | Durée du classement | Meilleur classement | Date           |
| -------- | ------------------- | ------------------- | -------------- |
| Suède    | 9 semaines          | 5e                  | 9 octobre 2009 |
| Finlande | 1 semaine           | 35e                 | 5 octobre 2009 |

Single
| Titre  | Chart             | Durée du classement | Position | Date              |
| ------ | ----------------- | ------------------- | -------- | ----------------- |
| "Mine" | Sverigetopplistan | 2 semaines          | 9e       | 25 septembre 2009 |